# Schindleria
Schindleria là một chi cá biển trong họ cá đơn chi Schindleriidae. Chúng thường được tìm thấy ở vùng biển Nam Thái Bình Dương, từ vùng Biển Đông đến vùng Đông Australia.

## Các loài
- Schindleria brevipinguis Watson & Walker, 2004.[1]
- Schindleria pietschmanni (Schindler, 1931).
- Schindleria praematura (Schindler, 1930).